# Zoysia
Zoysia là một chi thực vật có hoa trong họ Hòa thảo (Poaceae).

## Loài
Chi Zoysia gồm các loài: